# Either Way
«Either Way» — песня американского певца Криса Стэплтона, вышедшая 8 мая 2017 года в качестве первого сингла с его второго студийного альбома From A Room: Volume 1 (2017). Песня получила премию Грэмми-2018 в категории Лучшее сольное кантри-исполнение.

## История
В музыкальном плане песня «Either Way» это кантри-баллада, исполненная под акустическую гитару. Лирически описывает конец взаимоотношений. Некоторые рецензенты, высказывающиеся о песне, называют её реквием по дремлющему браку, в котором Стэплтон рассказывает о болезненной истории о приближении конца союза двоих. 
Песня получила положительные отзывы музыкальной критики и интернет-изданий: Rolling Stone, Taste of Country.

## Коммерческий успех
Песня дебютировала в американском кантри-чарте Billboard's Hot Country Songs на позиции № 17 в качестве третьего кантри-бестселлера недели с тиражом 23,000 копий. После её исполнения в финале программы The Voice, тираж увеличился ещё на 21,000 копий. К июню 2017 года тираж достиг 87,000 копий.

## Концертные исполнения
23 мая 2017 года Крис Стэплтон исполнил песню «Either Way» в финале 12 сезона телешоу The Voice.

## Награды и номинации

### Grammy Awards
| Год  | Номинируемая работа | Категория                        | Результат | Ссылки |
| ---- | ------------------- | -------------------------------- | --------- | ------ |
| 2018 | «Either Way»        | Лучшее сольное кантри-исполнение | Победа    | [ 3 ]  |

## Позиции в чартах
| Чарт (2017)                       | Высшая позиция |
| --------------------------------- | -------------- |
| США (Billboard Hot 100)           | 89             |
| США (Billboard Country Airplay)   | 26             |
| США (Billboard Hot Country Songs) | 17             |